# Phaonia mimerrans
Phaonia mimerrans är en tvåvingeart som beskrevs av Ma 1989. Phaonia mimerrans ingår i släktet Phaonia och familjen husflugor. Inga underarter finns listade i Catalogue of Life.